# Filemone e Bauci

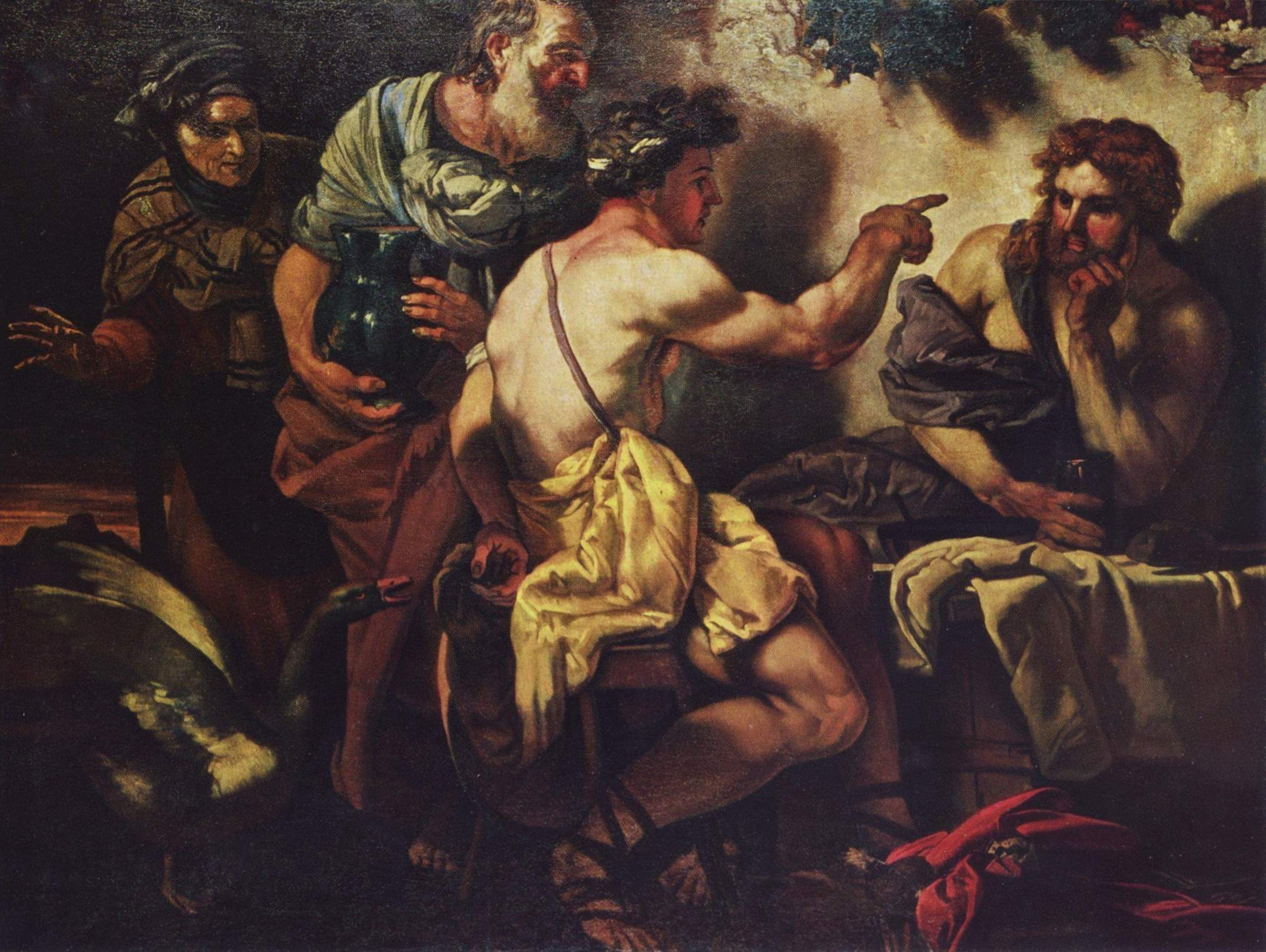
Giove e Mercurio ospitati da Filemone e Bauci, olio su tela di Johann Carl Loth, 1659 circa, Vienna, Kunsthistorisches Museum

Filèmone e Bàuci  sono i protagonisti di un episodio della mitologia classica tramandato nell'ottavo libro delle Metamorfosi di Ovidio. Il mito di cui i due personaggi sono protagonisti è uno di quegli avvenimenti che venivano raccontati per provare che la virtù dell'ospitalità era ricompensata.

## Mito
Un giorno Zeus ed Ermes, vagando attraverso la Frigia con sembianze umane, cercarono ospitalità nelle case vicine. I soli che li accolsero furono Filemone e Bauci, una coppia di anziani. «Bussando a mille porte, domandavano ovunque ospitalità e ovunque si negava loro l'accoglienza. Una sola casa offrì asilo: era una capanna, costruita con canne e fango. Qui, Filemone e Bauci, uniti in casto matrimonio, vedevano passare i loro giorni belli, invecchiare insieme sopportando la povertà, resa più dolce e più leggera dal loro tenero legame». 

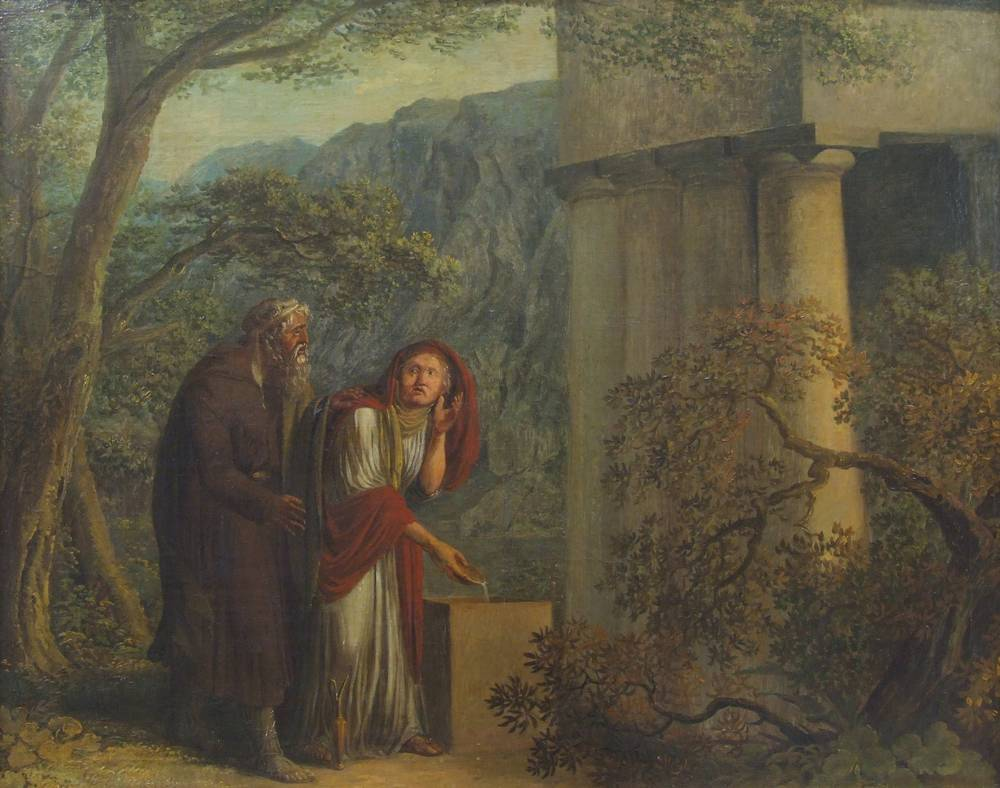
Filemone e Bauci al tempio – Janus Genelli (1801)

La coppia si offrì di lavare i piedi ai viaggiatori, e diede poi loro da mangiare un pranzo campestre: olive, corniole, radicchio e latte cagliato. Quando però versavano il vino, questo non finiva mai, per cui iniziarono a sospettare della finta identità della divinità. Volevano sacrificare la loro unica oca, ma l'animale aveva intuito che erano dei e andò a nascondersi tra le loro gambe.
Dopo il pranzo gli Dei si palesarono e Bauci e Filemone furono condotti sopra un'alta montagna vicina alla capanna e venne loro comandato di guardare all'indietro: mentre Zeus scatenava la propria ira contro i Frigi, videro tutto il borgo sommerso e distrutto tranne la loro povera capanna che venne trasformata in un tempio maestoso. Zeus si offrì di esaudire qualunque loro desiderio. Filemone e Bauci chiesero solo di diventare sacerdoti del tempio di Zeus e di poter morire insieme. Dopo aver vissuto ancora molti anni, i due coniugi furono trasformati in alberi: Filemone in una quercia e la moglie in un tiglio, uniti per il tronco. Questa meraviglia vegetale, che si ergeva di fronte al tempio, fu venerata per secoli.
I nomi di Filemone e di Bauci sono passati in proverbio per indicare due vecchi sposi che in passato hanno trascorso i loro giorni in un amore reciproco, e ne conservano vivo il sentimento.

## Filemone e Bauci nell'arte

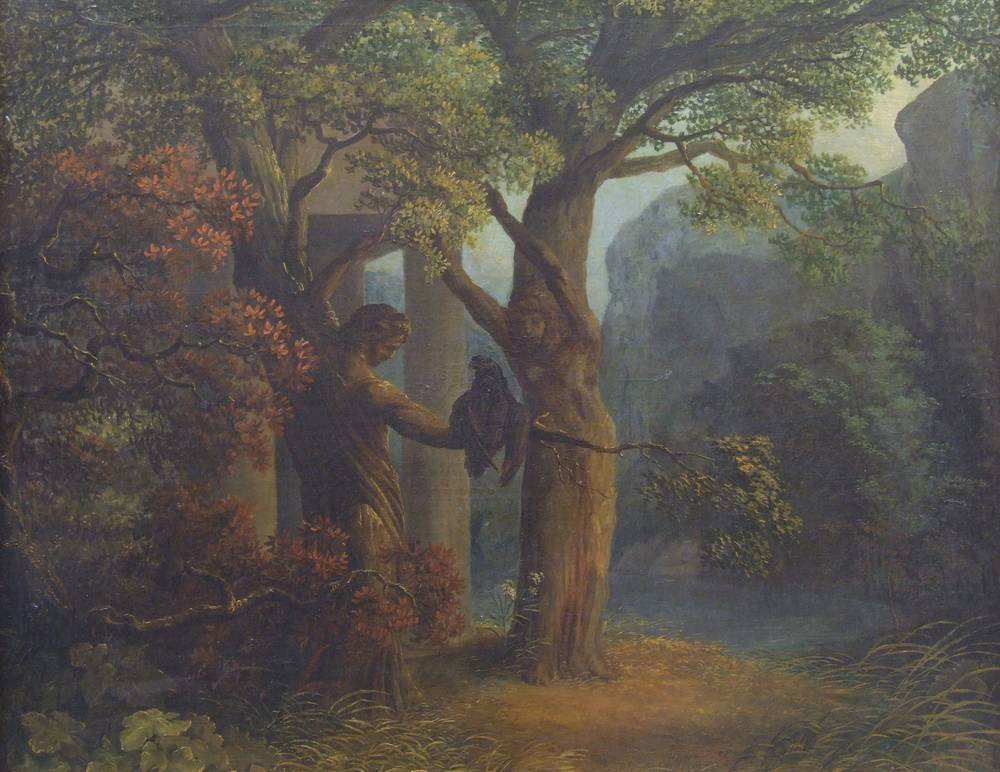
La trasformazione di Filemone e Bauci – Janus Genelli (1801)

- Filemone e Bauci, dipinto ad olio di Adam Elsheimer
- Mercurio e Giove nella casa di Filemone e Bauci , dipinto ad olio su legno di Philip Gyselaer (~1625)
- Filemone e sua moglie Bauci ospitano Giove e Mercurio travestiti da viaggiatori, dipinto ad olio su rame di Hendrick Goudt degli anni 1620
- Filemone e Bauci visitati da Giove e Mercurio, dipinto ad olio su pannello di Rembrandt (1658)
- Paesaggio con Filemone e Bauci,  dipinto ad olio su tela di Rubens (~1620)
- Giove e Mercurio visitano Filemone e Bauci come stranieri ,  dipinto su tela di Orest Kiprensky (1802)
- Filemone e Bauci al tempio e La trasformazione di Filemone e Bauci, dipinti ad olio su tela di Janus Genelli (1801)
- Filemone e Bauci, scultura in alluminio fuso di Claudio Prestinari (2017)

## Filemone e Bauci nella musica
- Filemone e Bauci, canzone del gruppo Amor Fou e dell'omonimo EP autoprodotto del 2009
- Baucis and Philemon, interludio del compositore inglese di origine francese Peter Prelleur (circa 1705 - 1741)